# Gaffer (tècnic cinema)
Un gaffer en la indústria del cinema és el cap del departament elèctric, responsable de l'execució (i de vegades el disseny) de la il·luminació en una producció. En l'anglès britànic el terme gaffer fa molt de temps volia dir home vell, o el capatàs d'una brigada d'obrers. El terme també s'utilitzava per descriure als homes que ajustaven les llums en el teatre anglès i els homes que col·locaven fanals, amb el "gaff" que feien servir, un pal amb un ganxo en el seu final.

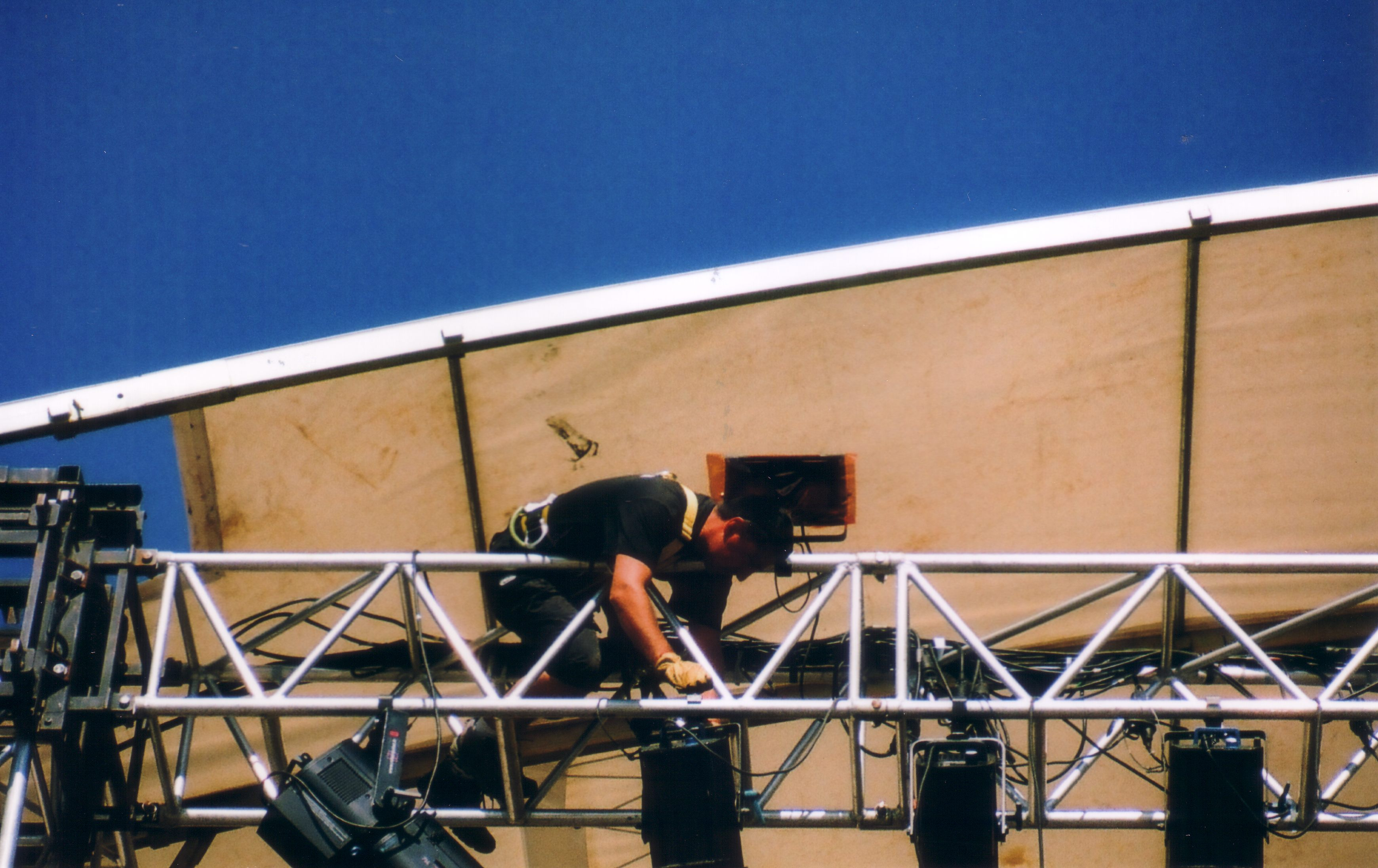
Tècnic d'il·luminació orientant els llums

De vegades el gaffer surt als crèdits com Chief Lighting Technician (CLT). (Cap Tècnic d'Il·luminació).
Els gaffers experimentats poden coordinar la feina sencera d'il·luminació, informar del millor moment de dia i condicions per la fotografia, i gestiona recursos tan diversos com generadors elèctrics, llums, cables, i mà d'obra. Els gaffers són responsables de saber el color apropiat del gel (revestiment de plàstic) que cal posar als llums o finestres per aconseguir una varietat d'efectes, com transformar el migdia en una posta de sol bonica. Poden recrear el parpellejar de llums en un metro, el moviment de la llum dins d'un avió que cau, o el pas de la nit al dia.
Normalment, el gaffer fa informes al Director de Fotografia o, en televisió, al Director d'Il·luminació. Els Directors respectius són responsables del disseny d'il·luminació global, però ell o ella poden donar una mica de o molta llibertat al gaffer en aquestes matèries, depenent de la seva relació laboral.

## Origen
L'origen exacte de  gaffer  no és clar. Hi ha, tanmateix, unes quantes hipòtesis:
Els primers estudis de cinema eren només amb "llum solar disponible", i hi tenien plafons articulats al sostre dels edificis dels estudis que es podrien prémer de la planta estant amb llargs "gaff", pals per obrir la llum del sol que es necessitava. Com que la Terra es mou contínuament, aquests plafons necessitaven ser reorientats ("gaffed") després de cada presa. Quan els instruments d'il·luminació elèctrics es van convertir en un equip estàndard, els operadors d'il·luminació es coneixien com a electricistes mentre els tècnics d'il·luminació més vells, més experimentats encara es coneixien com a gaffers. Finalment venia a significar algú al càrrec d'il·luminació.
Una altra hipòtesi: les primeres pel·lícules utilitzaven principalment llum natural, que els tramoistes controlaven amb roba de tendes grans que utilitzen pals llargs anomenats gaffs (un gaff és un tipus de pal en un vaixell de vela), o un pal amb un ganxo a l'extrem per ajudar a portar xarxes o peix gran a bord.